# Григорій Яковенко (кошовий отаман)
Григорій Яковенко (*д/н —після 1698) — український політичний та військовий діяч, кошовий отаман Війська Запорозького у 1697—1698 роках.

## Життєпис
Про місце і дату народження немає відомостей. У березні 1697 року обирається кошовим отаманом. В цей час тривала війна з Османською імперією та Кримським ханством. Прийняв необхідні заходи щодо спрямування заходів до фортець у гирлі Дніпра. 22 липня зустрів біля Січі гетьмана Івана Мазепу з військом.
Після цього рушив до Кизи-Керменя, де став табором. Протягом серпня разом з московським військом та лівобережними козаками тримав оборону Кизи-Керменя проти буджацької орди султана Кази-Ґірея, кримських татар та яничар. Зрештою московсько-козацькі загони на чолі із Мазепою та воєводою Долгоруковим вирішили відступити у бік Січі, залишивши у фортеці на Тавані Яковенка на чолі 6 тис. вояків, зокрема 1 тис. запорожців. 23 серпня кошовий отаман Яковенко, який стояв з січовим товариством плавно на Дніпрі, побачив чотири турецьких кораблі. Атакувавши їх, запорожці захопили одну галеру, а три змусили втікати в Пониззя. 4 вересня кошовий увів до Таванська 20-тисячну підмогу, скеровану гетьманом і воєводою з Томаківки, а 9 вересня і сам з козаками увійшов до фортеці, незважаючи на спротив буджацьких татар. Пізніше кошовий відзначився у боях за Тавань, що тривали до жовтня. Утім тривалий час становище було складним, і Яковенко просив через наказного кошового Яцька Федоренка допомоги у Мазепи.
У 1698 році вдруге стає кошовим отаманом. Тоді ж приєднався до війська князів Луки і Бориса Долгорукових, що повинні були атакувати Кінбурн і Очаків. Але цей похід був невдалий, вже у серпні Григорій Яковенко повернувся на Січ. Утім тут невдоволені останніми діями кошового козаки позбавили його булави, обравши Мартина Стукала. Про подальшу долю Яковенка нічого невідомо.